# ОШ „Новак Пивашевић” Дубрава Стара
ОШ „Доњи Жабар” је основна школа на подручју општине Челинац. Налази се  на адреси Дубрава стара бб у Дубрави Старој. Име је добила по Новаку Пивашевићу учеснику Народноослободилачке борбе и народном хероју Југославије.

## Историјат
Отворена је 1. фебруара 1957, као четворогодишња школа. Радила је у згради Земљорадничке задруге "Укрина", која је касније постала власништво школе. Године 1963. у састав школе ушла су подручна одјељења у селима: Бранешци, Брезичани, Вијачани Горњи, Каменица, Шњеготина Велика, Шњеготина Доња и Шњеготина Средња. Школа у Вијачанима Горњим била је петогодишња, а остале су биле четворогодишње. Школске 1965/1966. школа у Дубрави Старој добила је име "Новак Пивашевић", а годину дана касније постала је осмогодишња. Школске 1972/1973. подручне школе у Брезичанима и Каменици припојене су новооснованој осмогодишњој школи у Јошавци, а 1976/1977. подручна школа у Бранешцима
се осамосталила. У периоду 1974-1977. у Дубрави Старој изграђена је нова школска зграда, а 1977. ова школа је, заједно са осталим школама на подручју општине, интегрисана у Центар за основно образовање и васпитање, Челинац. У октобру 1990. поново је постала самостална. Школске 2015/2016. имала је 215 ученика, 24 наставника и два вјероучитеља православне вјеронауке. У њеном саставу радиле су подручне петогодишње школе у селима: Вијачани Горњи (основана 1949), Шњеготина Велика (1958), Шњеготина Доња (1957) и Шњеготина Средња (прва школа на територији Шњеготине Средње отворена је на Карачу прије Другог свјетског рата; за вријеме рата није радила, а поново је отворена 1947). Нови школски објекти изграђени су у Шњеготини Средњој (2000) и Шњеготини Великој (2001), а санирани су објекти у Вијачанима Горњим (1999), Шњеготини Доњој (2004) и Дубрави Старој (2007). Све школе имају спортске терене, а централна има и спортску салу. Школска библиотека је 2015/16. имала 6.772 књиге за ђаке и 492 за наставнике. Школа је добитник Сребрне плакете Општине Челинац (1985).